# Громова, Оксана Анатольевна
Окса́на Анато́льевна Гро́мова (род. 23 сентября 1980) — российская легкоатлетка, специалистка по метанию копья. Выступала на профессиональном уровне в 1998—2014 годах, обладательница серебряной медали Кубка Европы, серебряная призёрка чемпионата Европы среди юниоров, двукратная чемпионка России, многократная победительница и призёрка первенств всероссийского значения. Представляла Москву и Московскую область. Мастер спорта России международного класса. Тренер по лёгкой атлетике.

## Биография
Оксана Громова родилась 23 сентября 1980 года. Занималась лёгкой атлетикой в Москве и Московской области, выступала за всероссийское физкультурно-спортивное общество «Динамо». Проходила подготовку под руководством тренеров О. Е. Забелиной и А. Ф. Макарова.
Впервые заявила о себе в сезоне 1998 года, когда на чемпионате России среди юниоров в Туле одержала победу в толкании ядра и в метании копья. Попав в состав российской сборной, выступила в тех же дисциплинах на юниорском мировом первенстве в Анси.
В 1999 году на юниорском первенстве в Краснодаре помимо победы установила свой личный рекорд в толкании ядра — 16,54 метра, после чего также победила на Кубке Ромуальда Клима в Стайках, на чемпионате России среди юниоров в Ростове и на чемпионате Москвы. На юниорском европейском первенстве в Риге завоевала серебряную медаль, уступив лишь белорусской толкательнице Надежде Остапчук.
На взрослом чемпионате России 2001 года в Туле заняла в метании копья восьмое место.
В 2002 году среди прочего одержала победу на чемпионате России в Чебоксарах.
В 2003 году выиграла зимний чемпионат России по длинным метаниям в Адлере, стала второй на Европейском вызове по зимним метаниям в Джоя-Тауро, установив при этом личный рекорд в метании копья — 61,12 метра.
В 2006 году была четвёртой на чемпионате России в Туле, третьей на Мемориале братьев Знаменских в Жуковском.
В 2007 году на Кубке Европы в Мюнхене показала второй результат в личном зачёте и тем самым помогла соотечественницам стать серебряными призёрками женского командного зачёта.
На чемпионате России 2008 года в Казани завоевала серебряную награду.
В 2009 году выиграла Мемориал Лунёва в Адлере, Мемориал Куца в Москве, Кубок России в Туле.
В 2010 году взяла бронзу на зимнем чемпионате России в Адлере, превзошла всех соперниц на летнем чемпионате России в Саранске.
Среди главных достижений 2011 года — бронза зимнего чемпионата России в Адлере и серебро летнего чемпионата России в Чебоксарах.
В 2012 году Громова — вторая на зимнем чемпионате России в Адлере и на летнем чемпионате России в Чебоксарах, лучшая на Мемориале братьев Знаменских в Жуковском.
В 2013 году стала серебряной призёркой на зимнем чемпионате России в Адлере и бронзовой призёркой на летнем чемпионате России в Москве.
В 2014 году Оксана Громова завоевала серебряные награды на зимнем чемпионате России в Краснодаре и на летнем чемпионате России в Казани. По окончании сезона завершила спортивную карьеру.
За выдающиеся спортивные достижения удостоена почётного звания «Мастер спорта России международного класса» (2003).
Окончила Российский государственный университет физической культуры, спорта, молодёжи и туризма (2016). Впоследствии проявила себя на тренерском поприще, с 2015 года работала тренером в Спортивной школе олимпийского резерва «Юность Москвы», тренером Федерации спорта глухих города Москвы. Среди её воспитанников копьеметатели Анастасия Мамлина, Максим Тарабин, Анна Адысева и др..